# 超技练习曲
《超技练习曲》，也译作超凡练习曲，S. 139是作曲家李斯特·费伦茨创作的练习曲集，共有12首练习曲，在1852年发表，作为1837年版本的整理。此曲的创作历程可以追溯到李斯特15岁时创作的初稿。钢琴家斯维亚托斯拉夫·里赫特认为此套练习曲的第5首是所有正规钢琴曲目中最难的。
| 标题                  | 调性   |
| --------------------- | ------ |
| 第一首 （前奏曲）     | C大调  |
| 第二首 （火箭）       | A小调  |
| 第三首 （风景）       | F大调  |
| 第四首 （马捷帕）     | D小调  |
| 第五首 （鬼火）       | B♭大调 |
| 第六首 （幻影）       | G小调  |
| 第七首 （英雄）       | E♭大调 |
| 第八首 （狩猎）       | C小调  |
| 第九首 （回忆）       | A♭大调 |
| 第十首 （热情）       | F小调  |
| 第十一首 （夜之和谐） | D♭大调 |
| 第十二首 （追雪）     | B♭小调 |

参考曲谱：亨乐版

## 历史
1826年，15岁的李斯特创作了《12首练习曲》（Étude en douze exercices），S. 136，Op. 1，这些曲子长度相对较短，并且技巧难度不是非常高深。之后，李斯特保留了这一版练习曲的主题，对音乐元素大量扩充，诞生出了第二个版本：《12首大练习曲》（Douze Grandes Études），S. 137，这个版本在1837年出版。
此曲的正式版本──第三版，S. 139对上一个版本进一步进行了改编，献给他的老师卡尔·车尔尼，在1852年出版。这个版本不仅对技术难点做了简化，还移除了所有大于十度的音程，使手小的演奏者更容易弹奏，但有学者认为第四首曲目（《马捷帕》）比前一版更加困难，因为李斯特为了制造此曲的雄壮气势，插入了大量的八度和双手交叉等装饰性成分。
在李斯特重写第二版时，李斯特在其中的十首曲目中加入了法语和德语标题，唯有第二和第十首没有加入标题。作曲家、编辑者费卢西奥·布索尼给它们分别取名“火箭”和“热情”，但是它们并不怎么常用。G·亨乐出版社提及这两首练习曲时，使用它们原始的速度记号，非常活泼的（Molto vivace）和非常激动的快板（Allegro agitato molto）。
亨乐出版社把该练习曲集的第四（马捷帕）、第五（鬼火）、第七（英雄）、第八（狩獵）、第十首和第十二首（追雪）的难度评为最高级（第9级），这套练习曲中难度评级最低的是第三首（风景），被评为第6级。
李斯特原本想创作24首练习曲，涵盖所有大小调，但他最终只完成了一半，使用无升降号调号和降调号。俄罗斯作曲家谢尔盖·利亚普诺夫写作了十二首练习曲，全部使用升调号并沿用李斯特的调性排列规律。利亚普诺夫把最后一首练习曲命名为纪念李斯特的悲歌。

## 其他同名作品
- 凯克豪斯鲁·沙帕吉·索拉布吉创作的100首超技练习曲（英语：Transcendental Studies (Sorabji)）。
- 布莱恩·芬尼豪赫《给次女高音与室内乐创作的超技练习曲》

## 录音版本
录制过此曲的钢琴家包括丹尼尔·特里福诺夫、齐夫拉·乔治、克劳迪奥·阿劳、简诺·扬多等等。